# Operation Ocean Shield
Operation Ocean Shield var en NATO-operation der har til hensigt at bekæmpe pirateri i Adenbugten. Operationen kørte fra 17. august 2009 og frem til 15. december 2016.

## Baggrund
Fra oktober til december 2008 beskyttede Standing NATO Maritime Group 2 (SNMG 2) søvejene omkring Afrikas Horn ved Operation Allied Provider. Fra marts til juni 2009 blev operationen efterfulgt af Operation Allied Protector og Standing NATO Maritime Group 1 (SNMG 1) der havde samme formål.
Under udarbejdelsen af Operation Ocean Shield blev det diskuteret hvordan man kunne inkorporere en eventuel russisk flådestyrke i operationen.. Der har dog ikke været officiel russisk deltagelse i operationen endnu.
Fra den 30. juni 2009 afløste SNMG 2 de styrker der var involveret i operation Allied Protector og operationen fortsatte under dette navn.
Den 17. August 2009 blev man i NATO enige om at oprette en mission under navnet Operation Ocean Shield.

## Formål
Formålet med operationen var, ud over brugen af flådestyrker til forhindring af pirateri, at udvikle de lokale landes flåder og kystvagters færdigheder til selv at kunne bekæmpe pirateri i deres interesseområder.

## Organisation

### Ledelse
På operationelt niveau var ledelsen af operationen underlagt Allied Maritime Command i Northwood, Storbritannien.

### Deltagende styrker
De styrker der deltog i operationen kom i de fleste tilfælde fra NATO's to stående fregatstyrker, SNMG1 og SNMG2. En fregatstyrke består normalt af omkring 3 eller fire fregatter eller destroyere samt eventuelle støtteskibe/forsyningsskibe fra forskellige NATO-medlemslande. Skibene deltog typisk i operationen i et par måneder hvorefter de vil blive afløst af et nyt skib. 
Søværnet bidrog fast fra 2009 og frem til 2016 til operationen i flere perioder med henholdsvis L16 Absalon, L17 Esbern Snare og F361 Iver Huitfeldt, mens Flyvevåbnet deltog med et maritimt patruljefly fra 2011 og frem til 2016.
Operation Ocean Shield foregik sideløbende med den europæiske Operation Atalanta, som har samme formål. Operationerne havde forskellige kommandoveje og havde principielt ikke noget med hinanden at gøre, men der var dog etableret et samarbejde således at man kan dække det størst mulige område uden at have for mange skibe i et område. Mange andre lande der ikke deltog i nogle af operationerne har selvstændigt sendt flådestyrker til området.